# Глошардін Нікіта Сергійович
Нікіта Сергійович Глошардін (нар. 14 жовтня 2000) — український футболіст, захисник клубу «Оболонь».

## Життєпис
З 2019 року перебуває в структурі «Оболонь-Бровар». За другу команду пивоварів дебютував 4 серпня 2019 року в переможному (2:1) домашньому поєдинку 2-го туру групи А Другої ліги проти чернівецької «Буковини». Нікіта вийшов на поле в стартовому складі та відіграв увесь матч. Станом на 23 жовтня 2019 року зіграв 10 матчів у Другій лізі.